# Savoillan
Savoillan ist eine französische Gemeinde mit 74 Einwohnern (Stand 1. Januar 2022) im Département Vaucluse in der Region Provence-Alpes-Côte d’Azur. Sie gehört zum Kanton Vaison-la-Romaine im Arrondissement Carpentras.

## Geographie
Savoillan liegt im Nordosten des Départements Vaucluse an der Grenze zum Département Drôme. Umliegende Gemeinden sind Aurel und Brantes in Vaucluse, sowie Reilhanette in Drôme. Nächstgrößere Stadt ist das 30 km südwestlich gelegene Carpentras.
Savoillan liegt auf der Nordseite des Mont Ventoux. Das Gemeindegebietes gehört zum Regionalen Naturpark Mont-Ventoux. Hier fließt der Toulourenc, der in 1242 m Höhe nördlich der Montagne du Buc entspringt. Die Höhe des Gemeindegebietes reicht von 494 Meter im Tal des Toulourenc bis zu 1389 Meter im äußersten Südwesten.

## Verkehr
Auf ost-westlicher Achse verläuft die Route départementale D40 von Reilhanette kommend in Richtung Mollans-sur-Ouvèze. Nördlich des Gemeindezentrums zweigt die D41 ab und geht in Richtung Brantes und Buis-les-Baronnies.

## Einwohnerentwicklung
| Jahr      | 1962 | 1968 | 1975 | 1982 | 1990 | 1999 | 2006 | 2008 |
| --------- | ---- | ---- | ---- | ---- | ---- | ---- | ---- | ---- |
| Einwohner | 19   | 52   | 56   | 59   | 49   | 79   | 97   | 97   |

## Sehenswürdigkeiten
Savoillan ist ein Marktflecken mit gepflasterten Gassen und robusten Natursteinhäusern.
- Pfarrkirche Saint-Agricol
- Lavoir
- Bauernhaus aus dem 16. Jahrhundert
- Brücke über den Toulourenc
- Mehrere Eich-, Buchen- und Kiefernwälder
- Kunstpfad mit Werken unterschiedlicher regionaler und überregionaler Künstler

|  |  |

## Tourismus
Durch die Gemeinde verläuft der 29 km lange Fernwanderweg GR 91C, der auch durch die Gemeinden Brantes, Aurel und Sault führt.